# Gabriele Leupold
Gabriele Leupold (* 11. März 1954 in Niederlahnstein) ist eine deutsche Übersetzerin.

## Leben
Die Eltern von Gabriele Leupold waren Heimatvertriebene: Der Vater stammte aus Oberschlesien, die Mutter aus Ostpreußen. Die Eltern konnten nach dem Zweiten Weltkrieg in Rheinland-Pfalz eine neue Heimat finden, wo der Vater – ein promovierter Mathematiker – als Fachlehrer an einem Gymnasium tätig war. Das Interesse der Tochter an der russischen Sprache begann nach der Lektüre von Dostojewski. Im Alter von sechzehn Jahren belegte Gabriele Leupold einen Anfängerkurs Russisch an der Mainzer Volkshochschule. Nach dem Abitur studierte sie an der Johannes Gutenberg-Universität Mainz, der Georg-August-Universität Göttingen sowie an der Universität Konstanz die Fächer Slawistik (u. a. bei Renate Lachmann) und Germanistik. 1981/82 folgte ein Graduiertenstipendium des DAAD für die Lomonossow-Universität Moskau. Anschließend war Leupold an der Universität Konstanz tätig. Ab 1985 hielt sie sich ein Jahr lang in Japan auf, wo sie an der Fukui-Universität Deutsch als Fremdsprache unterrichtete. Nach ihrer Rückkehr nach Deutschland war sie Mitarbeiterin einer Berliner Galerie.
Mitte der 1980er Jahre begann sie mit dem Übersetzen literarischer, philosophischer und künstlerischer Texte aus dem Russischen und Polnischen. Sie ist Mitglied im Verband deutschsprachiger Übersetzer literarischer und wissenschaftlicher Werke. 2018/19 war sie Gastprofessorin für Poetik der Übersetzung an der Freien Universität Berlin. Sie leitet Workshops und organisiert Veranstaltungen für Übersetzer und Studenten.
Gabriele Leupold ist die Schwester der Schriftstellerin Dagmar Leupold.

## Zitat
„Wir Übersetzer haben ja einen Schutzpatron, den heiligen Hieronymus, der einst die Bibel in das vom Volk gesprochene Latein übersetzt hat. Große Maler haben ihn als Einsiedler in der Wüste dargestellt.“

## Ehrungen
- 1997: Zuger Übersetzer-Stipendium für die Neuübersetzung von Andrei Belyjs Petersburg mit Ausstellung 1998[3]
- 2002: Paul-Celan-Preis für ihre Neuübersetzung von Andrei Belyjs Petersburg
- 2007: Stipendium vom Deutschen Literaturfonds
- 2012: Johann-Heinrich-Voß-Preis für Übersetzung der Deutschen Akademie für Sprache und Dichtung
- 2017–2019: Wanderpreis Hieronymusring durch Übergabe von Miriam Mandelkow
- 2018: Jane Scatcherd-Preis
- WS 2018/2019: August-Wilhelm-von-Schlegel-Gastprofessur an der FU Berlin, Stifter: Deutscher Übersetzerfonds und Freie Universität Berlin
- 2022: Verdienstkreuz am Bande der Bundesrepublik Deutschland (Bundesverdienstkreuz)[4]

## Übersetzungen
- Abel G. Aganbegjan: Ökonomie und Perestroika. Gorbatschows Wirtschaftsstrategien. Übersetzt zusammen mit Renate Janssen-Tavhelidse. Hoffmann und Campe, Hamburg 1989, ISBN 978-3-455-08335-4.
- Michail M. Bachtin: Rabelais und seine Welt. Volkskultur als Gegenkultur. Herausgegeben und mit einem Vorwort versehen von Renate Lachmann. Suhrkamp, Frankfurt am Main 1987, ISBN 3-518-04708-6.
- Andrej Bely: Kotik Letajew. Mit einem Nachwort von Ilma Rakusa. Fischer, Frankfurt am Main 1993, ISBN 978-3-100-06703-6.
- Andrej Belyj: Petersburg. Insel, Frankfurt am Main 2001, ISBN 978-3-458-17081-5.
- Jewgenij Charitonow: Unter Hausarrest. Ein Kopfkissenbuch. Mit einem Nachwort versehen von Gabriele Leupold. Rowohlt Berlin, Berlin 1996, ISBN 3-87134-099-5.
- Valentina N. Cholopova: Der Weg im Zentrum. Annäherungen an den Komponisten Rodion Shchedrin.  Schott, Mainz 2002, ISBN 978-3-7957-0466-7.
- Dmitri A. Prigov: Installationen für eine Putzfrau und einen Klempner. Herausgegeben vom Deutschen Akademischen Austauschdienst – Berliner-Künstlerprogramm, Berlin 1991, ISBN 978-3-89357027-0.
- Leonid I. Dobyčin: Die Stadt N. Mit einem Vorwort von Wenjamin Kawerin. Mit Anmerkungen versehen von Gabriele Leupold. S. Fischer, Frankfurt am Main 1989, ISBN 3-100-15502-5.
- Sergej D. Dovlatov: Die Unsren. Ein russisches Familienalbum. S. Fischer, Frankfurt am Main 1990, ISBN 978-3-100-15308-1.
- Boris Groys: Gesamtkunstwerk Stalin. Die gespaltene Kultur in der Sowjetunion. Hanser, München 1988, ISBN 978-3-446-15321-9.
- Ilya Kabakov 1964–1983. Stimmen hinter der Tür. Herausgegeben von der Galerie Zeitgenössische Kunst, Leipzig 1998, ISBN 978-3-98059590-2.
- Ilya Kabakov, Boris Groys: Die Kunst des Fliehens. Dialoge über Angst, das heilige Weiss und den sowjetischen Müll. Hanser, München / Wien 1991, ISBN 978-3-446-16077-4.
- Ilya Kabakov: Über die „totale Installation“. Russisch, deutsch und englisch. Hatje Crantz, Ostfildern 1995, ISBN 978-3-89322-712-9.
- Wojciech Kuczok: Dreckskerl. Aus dem Polnischen übersetzt zusammen mit Dorota Stroińska. Suhrkamp, Frankfurt am Main 2007, ISBN 978-3-518-41884-0.
- Wojciech Kuczok: Höllisches Kino. Über Pasolini und andere. Aus dem Polnischen übersetzt zusammen mit Dorota Stroińska. Suhrkamp, Frankfurt am Main 2008, ISBN 978-3-518-12542-7.
- Jurij M. Lotman: Die Innenwelt des Denkens. Eine semiotische Theorie der Kultur. Übersetzt zusammen mit Olga Radetzkaja. Suhrkamp, Berlin 2010, ISBN 978-3-518-29544-1.
- Jurij V. Mamleev: Die irrlichternde Zeit. Suhrkamp, Frankfurt am Main 2003, ISBN 978-3-518-41483-5.
- Ossip Mandelstam: Gespräche über Dante. Zusammen mit Wolfgang Beilenhoff. Henssel, Berlin 1984.
- Ossip Mandelstam: „Ich muß nun leben, war schon zweifach tot“. Vorwort von Anna Rudnik. Ausstellungskatalog des Staatlichen Literaturmuseums Moskau und der Mandelstam-Gesellschaft Moskau. Literaturwerkstatt, Berlin 1993, ISBN 978-3-98034880-5.
- Ossip Mandelstam: Moskau – Berlin. Berlin 2001.
- Boris L. Pasternak: Eine Brücke aus Papier. Die Familienkorrespondenz 1921–1960. Herausgegeben von Johanna Renate Döring-Smirnov. S. Fischer, Frankfurt am Main 2000, ISBN 978-3-100-60516-0.
- Andrei Platonow: Die Baugrube. Mit Kommentaren und einem Nachwort versehen von Gabriele Leupold. Suhrkamp, Berlin 2016, ISBN 978-3-518-46978-1.
- Michail Ryklin: Mit dem Recht des Stärkeren. Die russische Kultur in Zeiten der gelenkten Demokratie. Essay. Suhrkamp, Frankfurt am Main 2006, ISBN  978-3-518-12472-7.
- Michail Ryklin: Buch über Anna.Suhrkamp, Berlin 2014 ISBN 978-3-518-42434-6.
- Varlam T. Šalamov: Werkausgabe. Herausgegeben von Franziska Thun-Hohenstein. Matthes & Seitz, Berlin.
  - Band 1: Durch den Schnee. Erzählungen aus Kolyma 1. 2007, ISBN 978-3-88221-600-4.[5]
  - Band 2: Linkes Ufer. Erzählungen aus Kolyma 2. 2008, ISBN 978-3-88221-601-1.
  - Band 3: Künstler der Schaufel. Erzählungen aus Kolyma 3. 2010, ISBN 978-3-88221-600-4.
  - Band 4: Die Auferweckung der Lärche. Erzählungen aus Kolyma 4. 2011, ISBN 978-3-88221-502-1.
  - Band 5: Das vierte Wologda und Erinnerungen. 2014, ISBN 978-3-88221-053-8.
  - Band 6: Wischera. Antiroman. 2016, ISBN 978-3-95757-256-1.
  - Band 7: Über die Kolyma. Erinnerungen. 2018, ISBN 978-3-95757-540-1.
  - Band 8: Ich kann keine Briefe schreiben. Korrespondenz 1952–1978. 2022, ISBN 978-3-7518-0075-4.
- Varlam T. Šalamov: Über Prosa. Matthes & Seitz, Berlin 2009, ISBN 978-3-88221-642-4.
- Wiktor Borissowitsch Schklowski: Dritte Fabrik. Übersetzung zusammen mit Verena Dohrn. Mit einem Nachwort versehen von Verena Dohrn. Suhrkamp, Frankfurt am Main 1988, ISBN 3-518-01993-7.
- Wladimir Georgijewitsch Sorokin: Der Obelisk. Haffmans, Zürich 1992, ISBN 3-251-00192-2.

## Herausgeberschaften
- Zusammen mit Georg Witte: Nach danach. Neue Poesie aus Petersburg. die horen, Bd. 2/2004, Nr. 214.[6]
- Zusammen mit Katharina Raabe: In Ketten tanzen. Übersetzen als interpretierende Kunst. Mit Audio-CD, Wallstein, Göttingen 2008, ISBN 978-3-8353-0276-1.[7]
- Zusammen mit Eveline Passet: Im Bergwerk der Sprache. Eine Geschichte des Deutschen in Episoden. Wallstein, Göttingen 2012, ISBN 978-3-8353-1178-7.

## Film
- Spurwechsel. Ein Film vom Übersetzen. Встречное движение. 2003. Zweisprachiger Film von Gabriele Leupold, Eveline Passet, Olga Radetzkaja, Anna Shibarova, Andreas Tretner; russische Untertitel von Studierenden des Instituts für Slawistik der LMU München angefertigt, im Übersetzerseminar von Shibarova. Weitere Mitwirkende sind Sergej Romaško, Swetlana Geier, Michail Rudnizkij, Marina Koreneva, Dorothea Trottenberg, Ilma Rakusa, Tat’jana Baskakova, Solomon Apt, Thomas Reschke. Film, Dauer 1 h 34 m. Seit 2018 auch auf Youtube.
- Es galt als unübersetzbar. – Gabriele Leupold (Übersetzerin) über Platonows »Die Baugrube«, youtube.com